# Jan Sedláček (odbojář)

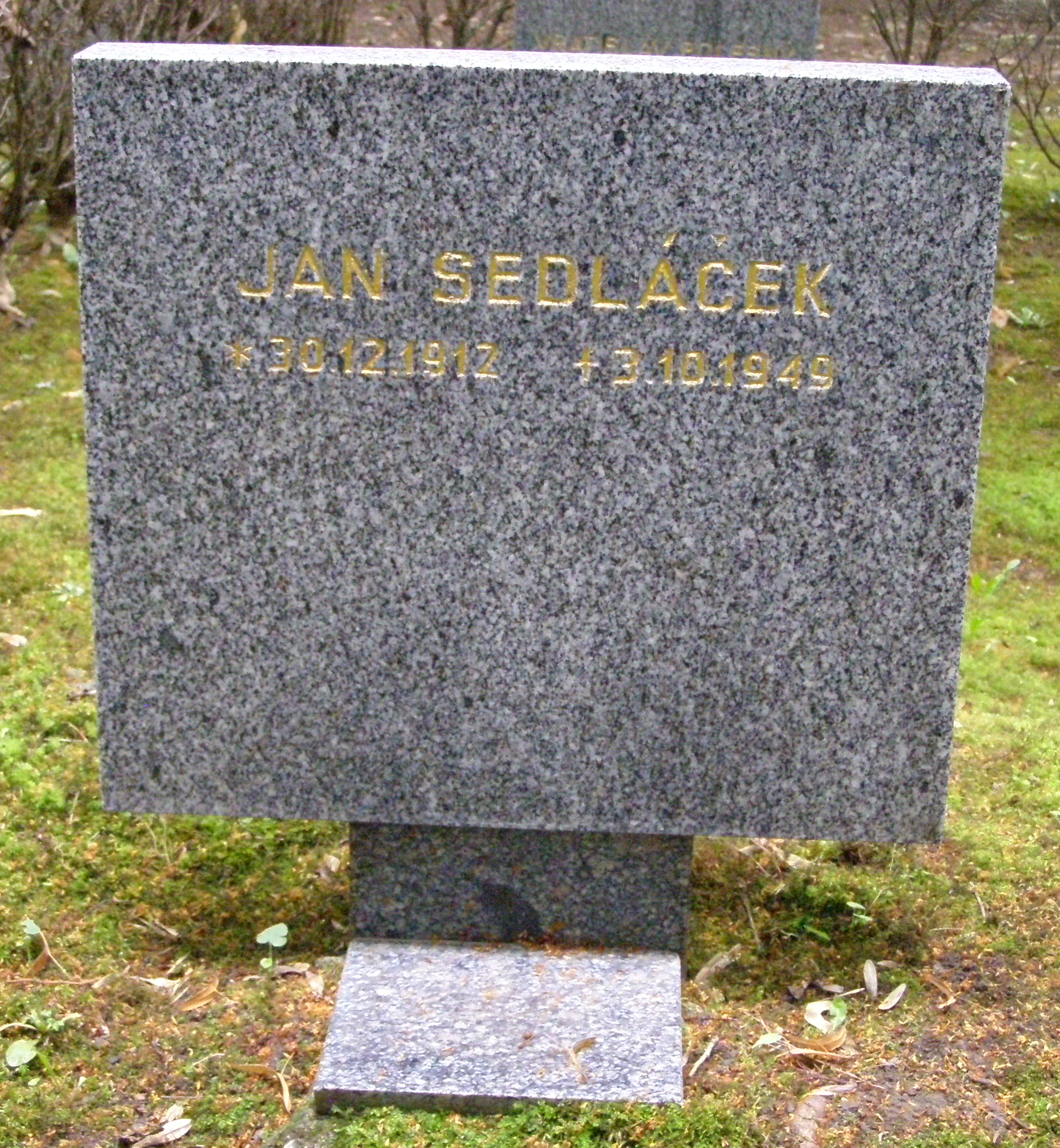
Symbolický hrob na Čestném pohřebišti popravených a umučených z padesátých let (III. odboj) na Ďáblickém hřbitově v Praze

Jan Sedláček (30. prosince 1912 Cotkytle – 3. října 1949 Věznice na Cejlu) byl český řezník, voják a protikomunistický odbojář odsouzený v politickém procesu komunistickým režimem k trestu smrti a v roce 1949 popraven.

## Životopis
Narodil se v roce 1912 v Cotkytli zemědělci Bohumilovi a jeho ženě Magdaléně. Měl sedm dalších sourozenců. Po absolvování tří tříd měšťanské školy se vyučil řeznickým mistrem a také hostinským. Během základní vojenské služby mu byla udělena hodnost svobodníka.
V roce 1939 nuceně odcestoval do Zerbstu v Německu, kde pracoval jako dělník na dráze. V roce 1941 se vrátil a začal pracovat jako řezník v Šumperku. V roce 1942 byl však německými úřady zatčen (Šumperk byl tehdy součástí Německé říše), neboť bylo zjištěno, že u sebe přechovává zbraně z doby První republiky. V září 1942 se mu ale podařilo z věznění uprchnout a stal se partyzánem. Uměl perfektně mluvit německy. V lednu 1945 byl vážně zraněn při přestřelce v Bukovicích. Po osvobození Československa již v květnu 1945 vstoupil do Československé armády. V ní setrval do ledna 1946. V prosinci 1946 začal bydlet v penzionu v Loučné, který dostal do národní správy. Tou dobou byl zároveň členem sociálnědemokratické strany. V dubnu 1947 se oženil se svou přítelkyní Květoslavou, v roce 1948 se jim narodilo jedno dítě.

### Po Únoru 1948
Po komunistickém převratu v roce 1948 se stal asi v únoru 1949 členem protikomunistického odboje. Stal se přitom členem odbojové skupiny, která v oblasti Šumperska páchala různé krádeže a loupeže či shromažďovala zbraně na očekávaný boj proti režimu. Poté, co byla činnost skupiny odhalena, byl v dubnu 1949 zatčen. V politickém procesu zvaném „Jan Sedláček a spol.“ byl v červnu 1949 odsouzen za trestné činy velezrady, loupeže, nedokonané vraždy, dokonané i nedokonané krádeže, podvodu a omezování osobní svobody k trestu smrti. V červenci 1949 rozsudek potvrdil i Nejvyšší soud. Neúspěšná byla i Sedláčkova žádost o prezidentskou milost. Popraven byl v říjnu 1949. Po sametové revoluci byl v lednu 1991 rehabilitován v případě trestného činu velezrady. V říjnu 1993 byl rehabilitován zcela. Symbolicky byl pohřben na Ďáblickém hřbitově.